# 2-я Московская стрелковая дивизия народного ополчения (Сталинского района)
2-я Московская стрелковая дивизия народного ополчения (Сталинского района) — воинское соединение СССР в Великой Отечественной войне.

## История
Сформирована в период с 04 по 07 июля 1941 года как 2-я дивизия народного ополчения, в Сталинском районе города Москва, пополнялась ополченцами из Балашихинского района, Серпуховского района, Шатурского района Московской области и частично ополченцами 22-й дивизии Коминтерновского района Москвы, а также призывниками из строительной армии из Калининской и Рязанских областей.
Место формирования: средняя школа № 434, по адресу Щербаковская улица, дом № 36.
В состав дивизии в основном вошли:
- добровольцы Московского Электрозавода им. Куйбышева (трансформаторного), завода МЭЛЗ, завода АТЭ 1[1];
- добровольцы фабрики имени Щербакова;
- добровольцы машиностроительных заводов Сталинского района.
- около 400 молодых лейтенантов, досрочно произведённых в командиры из курсантов вторых курсов военных училищ, образовали основной состав командиров рот и батарей, а также их заместителей;
- недостающий контингент командиров и весь политический состав, призваны из запаса;
- батальон народного ополчения (около 800 человек) из Балашихинского района Московской области. Он образовал 3-й батальон 5-го стрелкового полка. Этот батальон состоял из рабочих, инженерно-технических и хозяйственных работников Балашихинской и Реутовской хлопчатобумажных фабрик, Балашихинской суконной фабрики, Саввинской прядильной фабрики, Кучинского кирпичного завода, студентов и преподавателей пушно-мехового института, колхозников.

В ночь с 7 на 8 июля дивизия выступила из Москвы в район Химки — Сходня — Крюково. Здесь она должна была получить военное обмундирование, вооружение и транспорт. В результате первого же перехода из набранных 12000 человек, отсеялись 3500. Остальные были полностью обмундированы в Химках. В ночь с 10 на 11 июля, используя железнодорожный и автомобильный транспорт, дивизия перешла в район городов Клин и Высоковский. Здесь в состав дивизии влились два новых батальона народного ополчения, сформированные в Калининской и Рязанской областях. 13, 14 и 15 июля дивизия возводила полосу обороны на участке Кузьминское — Теряева Слобода — Любятино общим протяжением 15 километров. 17 июля дивизия перешла на реку Ламу. Здесь, к 25 июля, была закончена оборонительная полоса на участке Ошейкино — Ярополец — Ивановское (северо-западнее Волоколамска). Эта полоса составляла северный участок Можайского оборонительного рубежа, сыгравшего свою роль в отражении первого наступления немецких войск на Москву в октябре 1941 г. В этот же день дивизия вошла в состав 32-й армии фронта Можайской линии обороны.
25 июля 2-я дивизия народного ополчения получила приказ штаба 32-й армии выйти к 31 июля на реку Вязьму, подготовить и занять оборону с передним краем на этой реке от Ордулева до Серижани (ныне не существует) — общим протяжением по фронту 18 километров. На реке Вязьма дивизия построила главную полосу обороны с передним краем по этой реке и полосой заграждения, а также вторую (тыловую) полосу обороны. Эта полоса имела передний край по линии Лама — Марьино — Пекарево — Богородицкое и далее на юго-восток по восточному берегу болотистого ручья Бебря общим протяжением около 18 километров.
1 сентября, 2-я стрелковая дивизия народного ополчения сменила на Днепре 1ЗЗ-ю стрелковую Сибирскую дивизию, которая ушла в район Ельни для участия в контрударе 24-й армии. Дивизия дислоцировалась на участке Серково — Спичино — Яковлево, оседлав автомагистраль и железную дорогу Москва — Минск. В сентябре 1941 года дивизия строила укрепления в районе автострады Москва-Минск у переправы через Днепр.
Преобразована в стрелковую дивизию кадрового состава 26 сентября 1941 года, с присвоением войскового номера и переименована во 2-ю стрелковую дивизию.
В действующей армии с 31 июля 1941 по 26 сентября 1941 года.

## Состав
- 4-й стрелковый полк;
- 5-й стрелковый полк;
- 6-й стрелковый полк;
- 2-й запасной стрелковый полк;
- отдельный артиллерийский дивизион 45-миллиметровых орудий;
- отдельный артиллерийский дивизион 76-миллиметровых орудий;
- подразделения связи, сапёрные, медицинские и транспортные

## Подчинение
| Дата                 | Фронт (округ)            | Армия      | Корпус (группа) | Примечания |
| -------------------- | ------------------------ | ---------- | --------------- | ---------- |
| 10 июля 1941 года    | Московский военный округ |            |                 |            |
| 1 августа 1941 года  | Резервный фронт          | 32-я армия |                 |            |
| 1 сентября 1941 года | Резервный фронт          | 32-я армия |                 |            |

## Командиры
- Командир дивизии – Вашкевич, Владимир Романович, генерал-майор — (02.07.1941 — 26.09.1941)
- Начальник штаба – Алферов Иван Прокопьевич, полковник
- Зам. командира дивизии по политчасти – Софин Семен Константинович
- Заместитель командира дивизии по политической части – Крылов Василий Титович, полковой комиссар.[2]
- И.о. начальника политотдела дивизии – Иновенков Михаил Петрович, батальонный комиссар
- Командир 4-го (1282) стрелкового полка – Баталов Амир Рахматулович, майор
- Комиссар 4-го (1282) стрелкового полка – Марченко Семен Терентьевич
- Командир 5-го (1284) стрелкового полка – Банников Анатолий Афанасьевич, майор (с 3.07.1941г.)
- Командир 5-го (1284) стрелкового полка – Герасимов Николай Николаевич, майор (с 14.09.1941 г.)
- Комиссар 5-го (1284) стрелкового полка – Дедловский Василий Иванович, батальонный комиссар (до сентября 1941г.)
- Командир 6-го (1286) стрелкового полка – Бовда Михаил Пантелеймонович, полковник
- Комиссар 6-го (1286) стрелкового полка – Терентьев Дмитрий Васильевич
- Начальник штаба 6-го (1286) стрелкового полка – Шаронов А.Г., капитан
- Командир 970-го артиллерийского полка – Суворов
- Комиссар 970-го артиллерийского полка – Клевцов Назар Калистратович, полковой комиссар, секретарь политотдела дивизии
- Начальник разведки 970-го артиллерийского полка – Арефьев Иван Захарович, младший лейтенант
- Начальник артиллерии – Перхуров Александр Сергеевич, полковник
- Командир 469-го отдельного разведывательного батальона – Рыков (Рылов?), майор
- Командир 455-го отдельного саперного батальона – Кочергин Иван Васильевич, старший лейтенант
- Начальник связи дивизии, командир 858-го отдельного батальона связи – Юдин Никифор Яковлевич, инженер 2-го ранга
- Командир 492-го отдельного медико-санитарного батальона – Красильников Федор Иванович, военврач 3-го ранга
- Начальник ветеринарной службы, начальник 727-го ветеринарного лазарета – Стрелов Григорий Павлович, военврач 3-го ранга